# فرانسوا موريل
فرانسوا موريل (بالفرنسية: François Morel)‏ (و. 1926 – 2018 م) هو ملحن، وموزع، وعالم موسيقى، ومعلم موسيقى، وعازف بيانو كندي، ولد في مونتريال، يستخدم آلات بيانو، توفي في مدينة كيبك، عن عمر يناهز 92 عاماً.

## التعليم
تعلم في معهد كيبيك للموسيقى في مونتريال ‏.

## جوائز
حصل على جوائز منها:
- جائزة دينيس بيليتييه [الإنجليزية]‏
- النيشان الوطني لكيبيك من رتبة فارس.

## روابط خارجية
- فرانسوا موريل على موقع IMDb (الإنجليزية)
- فرانسوا موريل على موقع ميوزك برينز (الإنجليزية)